# Michael Giles
Michael Rex Giles (født 1. marts 1942 i Winton, Storbritannien) er en britisk trommeslager, mest kendt for at have været med til at danne gruppen King Crimson, hvor han spillede trommer i den første udgave af gruppen i 1969. Hans datter, modellen Amanda Giles, er gift med Jakko Jakszyk (tidl. medlem af Level 42).
Han spillestil er fri og flydende og kraftigt inspireret af jazz, men også af rocktrommeslagere som Mitch Mitchell og Ginger Baker. Hans spillestil havde ofte også et orkesteragtigt præg, som det høres på mange an numrene på King Crimsons første album, In the Court of the Crimson King. Til koncerter var han en monstertrommeslager, der skabte enorme lydbaggrunde for den symfoniske jazz-rock, som guitaristen Robert Fripp, bassisten Greg Lake og saxofonisten Ian McDonald spillede.
Giles forlod gruppen i slutningen af 1969, selvom han var studiemusiker på gruppens andet album, In The Wake of Poseidon. Sammen med Ian McDonald indspillede han et album, McDonald and Giles, som var lysere i stemning end King Crimson, men lige så musikalsk udfordrende. Han indspillede et soloalbum i slutningen af 1970'erne, men det blev ikke udgivet før efter 2000. Han har hele tiden arbejdet som studiemusiker.
Han har været med til at danne gruppen 21st Century Schizoid Band, der hovedsageligt består at gamle King Crimson-medlemmer, men også af hans svigersøn Jakszyk. Han blev imidlertid træt af at spille live efter én turne og overlod trommesættet til Ian Wallace, der også har været med i King Crimson.